# 津崎矩子
津崎 矩子（天明6年（1786年） - 明治6年（1873年）8月23日）幕末近衛家的老女、勤王家。女中名最初為田鶴、須賀野，後來稱為村岡局。父親是大覺寺門跡家臣津崎左京，兄長為大覺寺門跡諸大夫的津崎元矩。
寬政10年（1798年）出仕近衛家，由中臈成為了老女後改名為村岡局。在擔任女中時很得近衛忠熙的信賴。對勤皇活動十分熱心，與水戶藩家老　安島帶刀、薩摩藩士　西鄉隆盛、勤王僧侶　月照、梅田雲濱等勤王家交流頻繁。在天璋院成為近衛家養女後與江戶幕府13代將軍德川家定結婚的婚儀上擔任其養母。安政5年（1858年）在安政大獄時，被京都町奉行所逮捕後送往關東後押入大牢30日處分。文久3年（1863年）在尊王攘夷運動遭受嫌疑被幕府逮捕。維新後賞典錄賜予20石，在北嵯峨鄉里的直指庵渡過余生。明治6年（1873年）8月23日在同地逝世。享年88。明治24年（1891年）從四位追贈。

## 関連項目
- 篤姬
- 安島帶刀
- 西鄉隆盛
- 月照